# Aoste (Isère)
Aoste település Franciaországban, Isère megyében. Lakosainak száma 2869 fő (2022. január 1.). Aoste Brégnier-Cordon, Les Avenières-Veyrins-Thuellin, Chimilin, Granieu, Romagnieu és Saint-Genix-les-Villages községekkel határos.

## Népesség
A település népességének változása:
| Lakosok száma | 1248 | 1537 | 1548 | 2000 | 2782 | 2862 | 2878 | 2882 | 2880 | 2869 |
|               | 1968 | 1982 | 1990 | 2006 | 2013 | 2015 | 2017 | 2019 | 2020 | 2022 |